# Port Republic
Port Republic es una ciudad ubicada en el condado de Atlantic en el estado estadounidense de Nueva Jersey. En el año 2010 tenía una población de 1.115 habitantes y una densidad poblacional de 56.6 personas por km².

## Geografía
Port Republic se encuentra ubicado en las coordenadas 39°32′17″N 74°29′13″O / 39.53806, -74.48694.

## Demografía
Según la Oficina del Censo en 2000 los ingresos medios por hogar en la localidad eran de $65,833 y los ingresos medios por familia eran $70,714. Los hombres tenían unos ingresos medios de $42,833 frente a los $34,375 para las mujeres. La renta per cápita para la localidad era de $24,369. Alrededor del 3.2% de la población estaba por debajo del umbral de pobreza.